# Розетта (фільм)
 «Розетта» (фр. Rosetta) — французько-бельгійський драматичний фільм 1999 року поставлений режисерами Жаном-П'єром і Люком Дарденнами. Фільм здобув Золоту пальмову гілку 52-го Каннського кінофестивалю 1999 року, Приз за найкращу жіночу роль (Емілі Дек'єнн) та Приз екуменічного журі .

## Сюжет
Молода та імпульсивна Розетта, живучи зі своєю матір'ю-алкоголічкою в трейлері і долаючи безліч розчарувань, робить усе можливе, щоб знайти роботу. Фільм починається з того, що 18-річну Розетту звільняють з фабрики, тому що випробувальний термін її роботи вже закінчено. Дівчина кидається в пошуках нової роботи бо бачить в цьому запоруку нового, кращого життя. Гіркота та відчай Розетти наростають у міру її безуспішних пошуків, вона розуміє, що повинна діяти інакше, більш жорстко…

## У ролях
| • Емілі Дек'єнн     | … | Розетта                 |
| • Фабриціо Ронджоне | … | Рік                     |
| • Анн Єрно          | … | мати                    |
| • Олів'є Гурме      | … | бос                     |
| • Бернар Марбе      | … | власник кемпінгу        |
| • Фредерик Бодсон   | … | керівник відділу кадрів |
| • Флоріан Делейн    | … | син боса                |
| • Крістіана Дорваль | … | перша продавчиня        |
| • Мірей Байлі       | … | друга продавчиня        |
| • Тома Голла        | … | залицяльник матері      |

## Знімальна група
- Автори сценарію — Жан-П'єр Дарденн, Люк Дарденн
- Режисери-постановники — Жан-П'єр Дарденн, Люк Дарденн
- Продюсери — Жан-П'єр Дарденн, Люк Дарденн, Лоран Петен, Мішель Петен
- Асоційований продюсер — Арлетт Зільберберг
- Оператор — Ален Маркоен
- Композитор — Жан-П'єр Кокко
- Монтаж — Марі-Елен Дозо
- Художник-постановник — Ігор Гебріел
- Художник по костюмах — Монік Парелл

## Нагороди та номінації
| Нагороди та номінації фільму «--» | Нагороди та номінації фільму «--»   | Нагороди та номінації фільму «--»          | Нагороди та номінації фільму «--» | Нагороди та номінації фільму «--» | Нагороди та номінації фільму «--» |
| Рік                               | Кінофестиваль/кінопремія            | Категорія/нагорода                         | Номінант                          | Результат                         |                                   |
| --------------------------------- | ----------------------------------- | ------------------------------------------ | --------------------------------- | --------------------------------- | --------------------------------- |
| 1999                              | Каннський міжнародний кінофестиваль | Золота пальмова гілка                      | Розетта                           | Перемога                          |                                   |
| 1999                              | Каннський міжнародний кінофестиваль | Приз за найкращу жіночу роль               | Емілі Дек'єнн                     | Перемога                          |                                   |
| 1999                              | Каннський міжнародний кінофестиваль | Приз екуменічного журі — Спеціальна згадка | Розетта                           | Перемога                          |                                   |
| 1999                              | Премія Європейської кіноакадемії    | Найкращий європейський фільм               | Розетта                           | Номінація                         |                                   |
| 1999                              | Премія Європейської кіноакадемії    | Найкраща європейська акторка               | Емілі Дек'єнн                     | Номінація                         |                                   |
| 2000                              | Премія Жозефа Плато                 | Найкращий бельгійський фільм               | Розетта                           | Перемога                          |                                   |
| 2000                              | Премія Жозефа Плато                 | Найкращий бельгійський режисер             | Жан-П'єр Дарденн, Люк Дарденн     | Перемога                          |                                   |
| 2000                              | Премія Жозефа Плато                 | Найкраща бельгійська акторка               | Емілі Дек'єнн                     | Перемога                          |                                   |
| 2000                              | Премія Жозефа Плато                 | Найкращий бельгійський актор               | Олів'є Гурме                      | Номінація                         |                                   |
| 2000                              | Премія Жозефа Плато                 | Премія за найкасовіший фільм               | Розетта                           | Перемога                          |                                   |
| 2000                              | Міжнародний приз Флайяно            | Золотий Пегас найкращому режисерові        | Жан-П'єр Дарденн, Люк Дарденн     | Перемога                          |                                   |
| 2000                              | Премія «Незалежний дух»             | Найкращий іноземний фільм                  | Розетта                           | Номінація                         |                                   |
| 2000                              | Премія «Сезар»                      | Найперспективніша акторка                  | Емілі Дек'єнн                     | Номінація                         |                                   |
| 2000                              | Асоціація кінокритиків Чикаго       | Найперспективніша акторка                  | Емілі Дек'єнн                     | Перемога                          |                                   |